# Salvia cyanescens

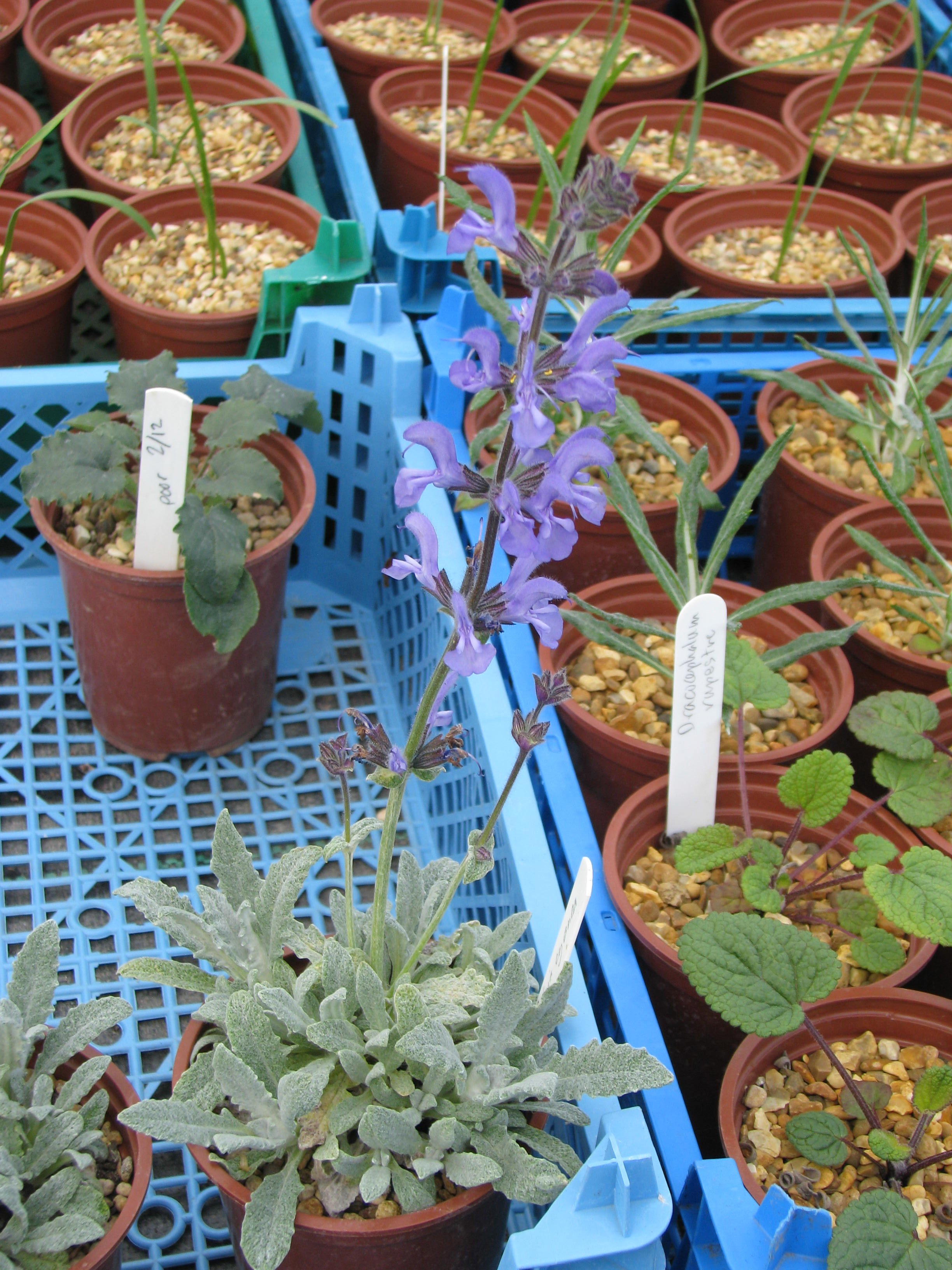

Salvia cyanescens là một loài thực vật có hoa trong họ Hoa môi. Loài này được Boiss. & Balansa miêu tả khoa học đầu tiên năm 1859. Ở vùng khí hậu ôn đới, nó là loài cây lá xanh quanh năm, mọc cao tới 1 feet. Các lá xanh muốt có 2 inches chiều dài, 1 inches chiều rộng bao phủ lông tơ. Nó nở hoa vào mùa hè và cuối thu.